# Ведров, Николай Григорьевич
Ведров Николай Григорьевич (1934 — 2016), д. Зезезино, Идринский район Красноярского края) — российский агроном, доктор сельскохозяйственных наук, профессор.

## Биография
Родился в 1934 г. в деревне Зезезино, Ирдинского района Красноярского края. После окончания Красноярского сельскохозяйственного института остался в нём работать. Работал на кафедре растениеводства и селекции, долгое время её возглавлял.
В 1983 году Николай Григорьевич защитил докторскую диссертацию.
В 1991 году ему присвоено звание профессора.
Получил известность, как специалист в области растениеводства, автор свыше 100 научных работ, в том числе 10 учебных пособий и монографий, двух авторских свидетельств, 7 селекционных сортов пшеницы. Особенно большую известность получили его книги «Селекция и семеноводство яровой пшеницы в экстремальных условиях»(1984 г.), «Полюшко мое хлебное» (2015 г.), «Семеноводству — промышленную основу» (1978 г.). В 2017 г архивные материалы Н. Г. Ведрова были приняты в Государственный архив Красноярского края, где был сформирован его личный фонд.
Автор двух книг стихов.
Академик Международной академии аграрного образования, академик Петровской академии наук и искусств.

## Награды
- орден Дружбы народов (1986)
- медаль «Ветеран труда»
- золотая медаль имени Н. И. Вавилова (РАСХН)
- Почётная грамота Губернатора Красноярского края (11 сентября 2012) — за добросовестный труд и большой вклад в подготовку квалифицированных специалистов для агропромышленного комплекса Красноярского края

## Избранные труды
- Полюшко мое хлебное / Н. Г. Ведров ; М-во сел. хоз-ва Рос. Федерации, Краснояр. гос. аграр. ун-т. — 2-е изд., перераб. и доп. — Красноярск : [Изд-во КрасГАУ], 2015. — 489 с. : ил., цв. ил. ; 21 см. — 300 экз.
- Другу агроному : сборник стихов / Николай Ведров. — Красноярск : Сибирь, 2008. — 214 с.
- Селекция и семеноводство полевых культур / Н. Г. Ведров ; Краснояр. гос. аграр. ун-т. — 2-е изд., доп. — Красноярск : КрасГАУ, 2008. — 299 с. : ил. ; 21 см. — Библиогр. в конце ст.
- Хлеб и нравственность / Н. Г. Ведров ; Краснояр. гос. аграр. ун-т. — Красноярск : [б. и.], 2006. — 183 с. : ил. ; 21 см. — Библиогр. в конце глав. — 500 экз
- Истоки и современность земледельческой культуры / В. Е. Дмитриев, Н. Г. Ведров ; Краснояр. гос. аграр. ун-т. — Красноярск : [б. и.], 2003. — 152 с. : ил. ; 21 см. — Библиогр.: 63 назв. — 500 экз.
- Сибирское растениеводство : учебное пособие для студентов вузов по агрон. специальностям / Н. Г. Ведров;В. Е. Дмитриев, А. Н. Халипский ;Краснояр. гос. аграр. ун-т. — Красноярск : [б. и.], 2002. — 315 с.
- Яровая пшеница в Восточной Сибири : Биология, экология, селекция и семеноводство, технология возделывания / Н. Г. Ведров, В. Е. Дмитриев, Е. М. Нестеренко и др.; Под ред. Н. Г. Ведрова ; Краснояр. гос. аграр. ун-т. — Красноярск : [б. и.], 1998. — 312 с. ; 20 см. — Библиогр. в конце глав. — 1000 экз.
- Семеноводство и сортоведение полевых культур Красноярского края [Текст] : учебное пособие / Н. Г. Ведров, Ю. Г. Лазарев ; Мин-во общ. и проф. образования РФ, Красн. гос. ун-т, Красноярский гос. аграрный ун-т. — Красноярск : КГАУ, 1997. — 137 с — 5000 экз.
- .Запахи Родины : стихи / Николай Ведров. — Омск : Фатэкс, 1995. — 223 с.
- Селекция и семеноводство яровой пшеницы в экстремальных условиях [Текст] / Н. Г. Ведров. — Красноярск : Издательство Красноярского университета, 1984. — 239 с. : табл., рис. ; 20 см. — Библиография в конце книги. — 1500 экз..
- Разработка методов создания и возделывания засухоустойчивого агроэкотипа яровой пшеницы для зоны недостаточного увлажнения Восточной Сибири [Текст] : автореферат дис. … д-ра с.-х. наук : 06.01.05; 06.01.09 / Н. Г. Ведров ; Новосиб. с.-х. ин-т. — Новосибирск, 1983 (Красноярск : КСХИ). — 40 с. : табл. ; 20 см. — 130 экз.
- Семеноводству — промышленную основу / Н. Г. Ведров, В. П. Воронцова. — Красноярск : Красноярское книжное издательство, 1978. — 190 с. : табл. ; 20 см. — (Система сельского хозяйства). — Библиография в конце книги. — 5000 экз.